# Domaslav ze Škvorce
Domaslav ze Škvorce (? – po 1279) byl český šlechtic, královský číšník a komorník, purkrabí Pražského hradu, zakladatel hradu ve Škvorci (okres Praha-východ).

## Život
Působil po většinu svého života v královských službách, ale známý je i jako dvorský úředník. Zpočátku se roku 1262 připomíná jako truksas-jídlonoš choti krále Přemysla Otakara II., královny Kunhuty „Domazlaus dapifer regine”. Roku 1268 je zmiňován jako její číšník „Domazlaus pincerna regine”, 1269 „češnjk“, v letech 1267–1278 jako královnin komorník „Domazlaus domine vxoris nostre“ a konečně roku 1278 jako český komoří „Damaczlaus camerarius Boemiae“.
Ve své kariéře komořího se Domaslav vypracoval přes post nejvyššího komorníka až k úřadu jednoho z purkrabí Pražského hradu, jímž byl v letech 1277–1278. Za této důležité hodnosti měl k dispozici jako ostatní purkrabí nejméně 30 oděnců k obraně královského hradu. Kronika kanovníka Františka Pražského uvádí jména deseti purkrabí a popisuje i jejich další aktivity, které vykonávali současně s purkrabským úřadem. Řehoř z Dražic byl královniným podkomořím, Oneš číšníkem a pak zemským soudcem, Oldřich číšníkem, Domaslav byl současně podkomořím a dle listin komorníkem (1267–1278), Zdislav podkoním. Mezi purkrabími se uvádí i blízký Domaslavův soused Ondřej z Říčan, který byl nejvyšším komorníkem (1260–1272). „... Et isti fuerunt eciam purcravii ibidem: … Domaslus de Kworcz, qui et subcamerarius erat ...“
Domaslav měl jako purkrabí pochybnou pověst při konání spravedlnosti a sám král Přemysl Otakar II. jej musel osobním listem pokárat za to, že příliš krutě ztrestal těhotnou ženu za vraždu, aniž by vyčkal jejího porodu. Pro zjištění, jak král smýšlel o službách spravedlnosti ve své říši, je možné citovat o situaci na Pražském hradě jeho vlastní slova. Dochoval se osobní list k jednomu z purkrabích, při jehož čtení lze uznat, že je to bezprostřední živý králův diktát a nikoli jen vypracované každodenní notářské sdělení. Dopis pochází pravděpodobně z let 1277–1278 a dle Františka Palackého byl adresován právě Domaslavu ze Škvorce:
„Překračuje meze sprawedliwosti, kdokoli wíce činí, nežli k zachowání jejímu potřebí jest. Ty pak, jakož dowídáme se w prawdě, ku přísnosti až příliš náchylen jsi, a nedaje se obměkčiti k milosrdenstwí a slitowání, we přech hrdelních Tobě swěřených zdá se že taužíš ne tak po práwu a slušnosti, jako po trestání ukrutném. Neboť paní onu, která aukladně usmrtila muže swého, trápením a trýzněním nelidským dal si poprawiti těhotnau; i ačkoli ona pro zločin swůj těžce, jakož si učinil, trestána býti musila, měl si wšak u ní dočekati času porodu. Také w jiných případech často ukwapuješ se, tak že zdá se, že w trestání máš zwláštní zalíbení. Pročež wezma w bedliwé uwážení, že překračowání přes míru sprawedlnosti rowná se neplnění jejímu, tak se hleď zachowati we prostředku, abys přílišným horlením w konání sprawedliwosti nestal se nesprawedliwým.“ (Chron. Salisburg. 377.; z latiny přeložil Palacký, Dějiny II. 64–65.)
Někdy v období před rokem 1279 byla dána Domaslavu od krále za věrné služby patrně v léno vysutá ostrožna ve Škvorci nad potokem Výmolou, kde si v sedmdesátých letech 13. století vystavěl sídelní hrad s raně gotickým palácem, k němuž se přijíždělo přes příkop a padací most. Ze stavební činnosti z doby jeho místní vlády se dodnes dochovala jen hluboká hradní studna vytesaná do břidlicové skály poblíž původního paláce, stávajícího na místě dnešní školní budovy a studna je součástí dnešního školního dvora. Stojí za zmínku, že Domaslavův hrad ve Škvorci a hrad v nedalekých Říčanech, byly koncem 13. století jedinými dvěma šlechtickými sídly v okolí Prahy. Ostatní hrady byly královské.
Poprvé a naposledy se Domaslav píše ze Škvorce v listině ze 14. července 1279 v Praze, týkající se vymezení hranic vesnice Kostelec „Kyrchs“ Půty z Ryzemburka. Číšník Domaslav se zde uvádí mezi dalšími svědky s blízkým sousedem Bohuslavem z Horky („de Monte“), který nosil ve znaku holubicí: „... Domaslaus, pincerna domine regine dictus de Squorz, Bohuzlaus de Horka ...“ (Emler, Regesta II. 507.). Domaslav používal znak, na němž jsou zobrazeny tři svislé černé kůly (na pečeti z roku 1279 „+•S•DOMA SLAI•B HMI•CAMERARI“ barvy opačně). Jeho rod se ve zdejším kraji v dalších dobách nevyskytuje. Po jeho smrti přešel Škvorecký hrad snad zpět do rukou krále, anebo do vlastnictví jiného rodu, ať měšťanského či šlechtického, jehož jméno ani jména dalších majitelů nejsou do poloviny 14. století známa. Z potomstva Domaslava ze Škvorce se připomíná pouze jakýsi bratr Držislav nebo Drslaw, dle nejistých zpráv z rodu černínského, který byl v letech 1265–1269 nejvyšším královským sudím. Domaslavův rod vymřel po meči i po přeslici, a sice smrtí jediné dcery zvané po otci Domka, která byla prý jako nemanželská dcera odsouzena k celoživotnímu pobytu mezi zdmi kláštera sv. Františka v Praze. Dle dávné legendy byla na smrt nemocná, umírající Domka uzdravena pláštěm zemřelé Anežky Přemyslovny, který ji přinesl zdraví a odvrátil ji od smrti.